# Donald Kenneth McLeod
Sir Donald Kenneth McLeod, britanski general, * 1885, † 1958.